# Mateo Musacchio
Mateo Musacchio (* 26. August 1990 in Rosario) ist ein argentinischer ehemaliger Fußballspieler auf der Position des Innenverteidigers.

## Karriere

### Vereinskarriere
Seine Anfänge im Profibereich hatte Musacchio 2006 bei River Plate in der ersten argentinischen Fußballliga. Seinen ersten Einsatz hatte er bereits im Alter von 16 Jahren, als er am 10. Dezember 2006 bei einer Partie gegen CA Vélez Sársfield eingewechselt wurde. In den kommenden Jahren sammelte er erste Profierfahrungen, bevor er im August 2009 zum spanischen Erstligisten FC Villarreal wechselte.
In seiner ersten Saison in Spanien kam er noch sowohl für die erste, als auch für die zweite Mannschaft des Vereins zum Einsatz, in der Spielzeit 2010/11 dagegen zählte er mit 27 Einsätzen schon zum festen Kreis des Profikaders. Auch in den folgenden beiden Saisons war er Stammspieler, wobei das Team aus der ersten Liga abstieg. Am 1. September 2012 bei einer Partie gegen den CD Guadalajara erzielte er sein erstes Tor für die erste Mannschaft. Nach einem Jahr in der 2. Liga realisierte das Team von Trainer Marcelino García Toral im Sommer 2013 die direkte Rückkehr in die Primera División.
Zur Saison 2017/18 wechselte er nach 189 Ligaspielen für Villarreal zum italienischen Erstligisten AC Mailand. Dort kam er wettbewerbsübergreifend zu 75 Einsätzen und erzielte dabei zwei Tore.
Im Januar 2021 wechselte Musacchio innerhalb der Serie A ablösefrei zu Lazio Rom. Dort blieb er nur bis Saisonende, seitdem ist er vereinslos.

### Nationalmannschaft
Im Jahr 2011 kam Musacchio, der bereits mehrere Jugendnationalmannschaften durchlaufen hatte, zu seinen bislang einzigen Einsätzen für die A-Nationalmannschaft Argentiniens. Am 1. Juni 2011 spielte er 27 Minuten lang gegen Nigeria, vier Tage später beim 1:2 gegen Polen bestritt er sein erstes Spiel über die volle Distanz.